# Cratere Karora
Karora è un cratere sulla superficie di Rea.